# Pachybrachis analis
Pachybrachis analis är en skalbaggsart som beskrevs av J. L. Leconte 1861. Pachybrachis analis ingår i släktet Pachybrachis och familjen bladbaggar. Inga underarter finns listade i Catalogue of Life.